# Fritz Udén
Fritz Gustaf Samuel Udén, född 22 augusti 1889 i Klara församling, Stockholm, död 17 augusti 1956 i Maria Magdalena församling, Stockholm, var en svensk fotograf.
Udén var regiassistent till stumfilmen Anderssonskans Kalle (1922), och var senare på 1920-talet verksam som fotograf för Armé- Marin- och Flygfilm. Han hade småroller i Alf Sjöbergs film Barabbas (1953) och musikfilmen Flicka med melodi (1954).
Fritz Udén är gravsatt på Norra begravningsplatsen utanför Stockholm.